# 13992 Сесаребарбієрі
13992 Сесаребарбієрі (13992 Cesarebarbieri) — астероїд головного поясу, відкритий 17 березня 1993 року.
Тіссеранів параметр щодо Юпітера — 3,526.